# Helene Schmitz
Helene Marianne Schmitz, född 4 maj 1960 i Ransbergs församling, är en svensk konstfotograf.

## Biografi
1988 avlade Schmitz filosofie kandidatexamen i film- och konstteori vid Stockholms universitet. 1995 deltog hon i en film-workshop vid New York University. 1997 studerade hon konstteori vid Konstfack.
Hennes fotografi utforskar människans komplicerade relation till naturen, tid och förgänglighet. I tidigare fotografiska serier har Schmitz intresserat sig för upplysningens naturfilosofer. Hennes senare arbeten kan betraktas som meditationer över hur upplysningens tänkande manifesterar sig i vår tids landskap. 
Hon är verksam både i Sverige och internationellt och har haft separatutställningar i bland annat Sverige, Frankrike och USA. Hennes bilder har även spridits genom National Geographic Magazine.
Schmitz har producerat fem fotoböcker. Hennes böcker har två gånger blivit nominerade till Augustpriset i kategorin facklitteratur för Blow up (2003) och Ur regnskogens skugga (2012). Hon har också vunnit Publishingpriset i kategorin Praktverk för System och passion (2007), Ur regnskogens skugga (2012) och Thinking Like a Mountain (2019). System och passion fick diplom för "god bokform" av Svensk Bokkonst 2007 samt har blivit översatt till engelska, franska och japanska.
2015 producerade Schmitz en serie fotografier på uppdrag av Postnord. 2012 fick hon i uppdrag av SL att göra en tillfällig utsmyckning av Mariatorgets Tunnelbanestation i Stockholm.
Schmitz verk ingår i ett flertal viktiga samlingar: Konstrådet Köpenhamn, Statens Konstråd, Oslo kommun, Moderna Museet Stockholm, SEB Collection, Kulturförvaltningen Stockholms läns landsting, Västerås konstmuseum samt ett flertal privata samlingar i Sverige och internationellt.
Schmitz har medverkat i K-specials TV-dokumentär Den inre skogen.

## Utställningar (urval)
- 2007 – Utomhusutställning i Jardin des Plantes, Paris.
- 2009 – Fotografifestivalen Transphotographiques, Lille.
- 2011 – Arts and Nature i Daumain de Chaumont sur Loire.[5]
- 2015  –  Borderlands,  Dunkers Kulturhus.[6]
- 2016 – Transitions på Fotografiska i Stockholm.[7]
- 2018 – Thinking Like a Mountain, Prins Eugens Waldemarsudde.[8]
- 2019 – Thinking Like a Mountain, Fotografiskt Center, Köpenhamn.
- 2019 – Thinking Like a Mountain, Fotografiska New York.